# Província de Guelma
La província o wilaya de Guelma (àrab: ولاية قالمة, wilāyat Gālma) és una província o wilaya d'Algèria, a l'est del país. És coneguda per ésser l'indret on es va produir la matança de Setif per part de l'Exèrcit colonial francés.
És la província natal de Houari Boumédienne, expresident d'Algèria.